# Rolls-Royce Phantom V
Het model Phantom V van autofabrikant Rolls-Royce was met slechts 516 geproduceerde exemplaren een behoorlijk exclusieve auto. Het model werd in 1959 geïntroduceerd en bleef tot 1968 in productie.
De Phantom V was gebaseerd op de Silver Cloud II uit 1955 en nam onder meer diens 6230 cc V8-motor en Hydramatic-automatische versnellingsbak van GM-origine over. In 1963 kreeg deze Phantom een face-lift met onder meer de nieuwe Silver Cloud III-motor en dubbele koplampen.

## Bekende eigenaars
- Elizabeth II van het Verenigd Koninkrijk
- John Lennon
- Paul Wilking
- Abraham van Leeuwen
- Elvis Presley

Huidige modellen:
Ghost ·
Spectre ·
Phantom VIII ·
Cullinan

Recente modellen:
Wraith ·
Dawn ·
Phantom VII · 
Silver Seraph ·
Corniche 2000 ·
Phantom Coupé ·
Phantom Drophead Coupé

Historische modellen na de Tweede Wereldoorlog:
Silver Wraith ·
Silver Dawn ·
Phantom IV ·
Phantom V ·
Phantom VI ·
Silver Cloud ·
Silver Shadow ·
Corniche I-IV ·
Silver Spirit/Silver Spur I-IV ·
Camargue

Historische modellen voor de Tweede Wereldoorlog:
10 HP ·
Silver Ghost ·
20/25/30 HP ·
Phantom I ·
Phantom II ·
Phantom III ·
Wraith

Conceptauto's:
100EX ·
101EX ·
200EX